# Réserve de parc national Iluiliq
La réserve de parc national Iluiliq, anciennement la réserve de parc national du Cap-Wolstenholme, est une aire protégée située à l'extrême nord du Québec, au Canada.  Ce territoire de 1 263 km2 protège des falaises et des fjords atteignant des hauteurs de 300 mètres.  Il contient aussi la troisième plus grande colonie de guillemot de Brünnich en Amérique du Nord.